# Хоћемо гусле
Хоћемо гусле је други албум црногорског пјевача Рамба Амадеуса. Албум садржи 10 пјесама од којих су хитови Глупи хит, Америка и Енглеска, Балкан бој, Соколов гребен... На овом албуму гостовали су Бора Ђорђевић и Мица Трофртаљка.

## О албуму
Албум је сниман 1989. године у Београду и Сплиту. У пјесми Глупи хит гостује сплитски пјевач Дино Дворник, који је наредне године на Рамбов текст снимио Јаче манијаче на албуму Креативни неред.

## Листа пјесама
Аутор(и) свих текстова и песама: Рамбо Амадеус. 
| №   | Назив                      | Трајање |  |
| 1.  | Глупи хит                  | 4:25    |  |
| 2.  | Free Mendela               | 3:58    |  |
| 3.  | Santa Maria                | 4:12    |  |
| 4.  | Балкан бој                 | 4:13    |  |
| 5.  | Пломба за зеленог зуба     | 1:39    |  |
| 6.  | Соколов гребен             | 3:40    |  |
| 7.  | Самит у бурекђиници Лајбах | 4:56    |  |
| 8.  | Америка и Енглеска         | 3:50    |  |
| 9.  | Интелектуалац              | 3:03    |  |
| 10. | Човек сам, жено            | 2:44    |  |

## Спотови
РТТ (данац РТЦГ) је 1990. године снимио шоу под називом Хоћемо гусле – Рамбо Амадеус. То је заправо музичка пародија. Прво приказивање је било на ТВ фестивалу у Неуму, да би се приказао на телевизији почетком јуна 1990.
- Балкан бој[7]
- Глупи хит (друга верзија снимана у Београду)[8][9]
- Соколов гребен (сниман у Будви)[10]
- Америка и Енглеска[11][12]
- Самит у бурекђиници Лајбах (сниман у Његошевом маузолеју)[13]
- Free Mendela[14]

## Топ листе
| Листа | Највиша позиција |
| ----- | ---------------- |
| Ритам | 4                |

## Занимљивости
У песми Балкан бој је описано стварање првог (претходног) албума.
И чекао сам превоз 
испред зграде ПГП-а и 
рецитов’о оно моје: Жене, волим жене [...]
Каже здраво, здраво, младић
ја сам Саша Хабић
и музички сам продуцент
И хтио бих са тобом
да направимо један
економски експеримент
И узе ме за руку
поведе ме горе
у својој канцеларији
И кад смо дошли тамо
ту су били неки
још и људи старији  [...]
И кад ме чуо Ђорђе Дебач
каже Рамбо ти си пјевач
стварно имаш супер глас— Рамбо Амадеус, Балкан бој